# Trichocolletes gelasinus
Trichocolletes gelasinus  is een vliesvleugelig insect uit de familie Colletidae. 
De bij wordt ongeveer 13-14 millimeter lang. De soort komt voor aan de zuidelijke kusten van West-Australië.